# Liste von Druckereimuseen
Die folgende Liste gibt einen Überblick zu Druckereimuseen, also Technik- und Handwerksmuseen, die das Handwerk und die Tradition des Druckens präsentieren.
Geordnet nach Ländern, die Sortierung erfolgt innerhalb der einzelnen Länder alphabetisch nach den Ortsnamen

## Deutschland
- Druckmuseum/Haus für Industriekultur in Darmstadt
- Lichtdruck-Werkstatt-Museum in Dresden
- Druckereimuseum im Benary-Speicher im Sparkassen-Finanzzentrum Erfurt
- Druckereimuseum im Stadtmuseum Erfurt
- Historische Druckwerkstatt Vorburg Schloss Horst, Gelsenkirchen
- Druckereimuseum in der Stadtbücherei in Haltern am See
- Buchdruck-Museum in Hannover
- Druckereimuseum in Hoya
- Buchdruck-Museum in Soltau[1]
- Museum für Druckkunst in Leipzig
- Gutenberg-Museum in Mainz
- Klingspor-Museum in Offenbach am Main
- Druckmuseum im Kulturzentrum Rendsburg
- Druckereimuseum in Sandkrug, 2016 geschlossen[2]
- Druckereimuseum in der Bücherstadt Langenberg[3]
- Druckereimuseum in Weilerswist
- Druckgrafisches Museum Pavillon-Presse Weimar
- Druckereimuseum im Schloss Wildeck
- Druckereimuseum in Wildeshausen[4]
- Druckereimuseum in Wolfstein
- Historische Druckerei im Stadtmuseum Schleswig

## Frankreich
- Buchdruck-Museum in Grignan
- Druckereimuseum Musée de l’Imprimerie in Lyon

## Italien
- Druckereimuseum Museo Tesino delle Stampe e dell’Ambulantato in Pieve Tesino[5]

## Luxemburg
- Druckereimuseum in Grevenmacher

## Belgien
- Plantin-Moretus-Museum in Antwerpen

## Niederlande
- Druckereimuseum in Maastricht (Jodenstraat/Judenstraße)
- Drukkerijmuseum Meppel

## Norwegen
- Druckereimuseum in Stavanger

## Österreich
- Druckereimuseum in Laakirchen
- Druckereimuseum in Pettenbach (Oberösterreich)
- Druckereimuseum in Horn (Niederösterreich)

## Schweiz
- Basler Papiermühle in Basel
- Typorama – Museum und Druckerei in Bischofszell
- Druckereimuseum «Encre et plomb» in Ecublens VD
- Gutenberg Museum – Schweizerisches Museum der grafischen Industrie und der Kommunikation, ein Museum des schweizerischen Grafischen Gewerbes in Freiburg im Üechtland
- Museum Stamparia in Strada im Engadin
- Buchdruckmuseum Graphos in Uster: 2020 geschlossen

## Ungarn
- Druckereimuseum in Gyomaendrőd im Komitat Békés